# Live from Sturgis 2006
Live at Sturgis 2006 – drugie koncertowe DVD w historii kanadyjskiego zespołu rockowego Nickelback. Zostało ono wydane 2 grudnia 2008 roku. Pierwszym albumem koncertowym był wydany w roku 2002, album „Live at Home”. Płyta ukazała się nakładem wytwórni Coming Home Studios. Za produkcje odpowiadają Jack Gulick, Daniel E. Catullo III oraz sam zespół. DVD uzyskało w Stanach Zjednoczonych status złotej płyty.

## Opis albumu
Koncert został nagrany w 2006 roku w miejscowości Sturgis w stanie Dakota Południowa, w ramach trasy koncertowej „All the Right Reasons Tour”. Koncert został zarejestrowany podczas występu zespołu na “Rockin’ The Rally Show” podczas zlotu motocyklowego. Koncert nagrywany był 15 kamerami w formacie Hi Definition. W koncertowej setliście znalazło się 13 utworów, z czego na płytę trafiło 12. Zrezygnowano z zamieszczenia „Curb Medley”, w którego skład wchodziły 3 fragmenty utworów z płyty „Curb”. Tym razem na krążku nie znalazł się żaden utwór z płyty „The State”. ponad połowa piosenek zawartych na DVD to materiał z płyty „All the Right Reasons”. Przed wykonaniem utworu „Side of a Bullet”, na telebimie tradycyjnie już został wyświetlony fragment wywiadu z Dimebagiem Darrellem, gitarzystą grupy Pantera. W utworze zostało wykorzystane również jego solo gitarowe, które zostało puszczone z taśmy. Początkowo DVD miało się ukazać na rynku w roku 2007, jednak ostatecznie zrezygnowano z tego pomysłu, i postanowiono go wydać po wydaniu przez zespół płyty „Dark Horse”. Jest to także pierwsze DVD nagrane z perkusistą Danielem Adairem. 

## Lista utworów
| Nr. |  | Tytuł                  | Tekst                            | Muzyka     | Długość |
| --- |  | ---------------------- | -------------------------------- | ---------- | ------- |
| 1.  |  | „Animals”              | Chad Kroeger                     | Nickelback | 3:41    |
| 2.  |  | „Woke Up This Morning” | Chad Kroeger                     | Nickelback | 4:52    |
| 3.  |  | „Photograph”           | Chad Kroeger                     | Nickelback | 5:05    |
| 4.  |  | „Because of You”       | Chad Kroeger                     | Nickelback | 4:49    |
| 5.  |  | „Far Away”             | Chad Kroeger                     | Nickelback | 4:58    |
| 6.  |  | „Never Again”          | Chad Kroeger                     | Nickelback | 5:27    |
| 7.  |  | „Savin' Me”            | Chad Kroeger                     | Nickelback | 3:54    |
| 8.  |  | „Someday”              | Ch.Kroeger / R.Peake / M.Kroeger | Nickelback | 6:37    |
| 9.  |  | „Side of a Bullet”     | Chad Kroeger                     | Nickelback | 3:18    |
| 10. |  | „How You Remind Me”    | Chad Kroeger                     | Nickelback | 4:47    |
| 11. |  | „Too Bad”              | Chad Kroeger                     | Nickelback | 7:15    |
| 12. |  | „Figured You Out”      | Chad Kroeger                     | Nickelback | 7:30    |
|     |  |                        |                                  |            |         |

## Bonus
- Teledysk do utworu „Rockstar”
- Galeria zdjęć z koncertu
- Wywiad z zespołem, relacja zza kulis

## Twórcy
Nickelback
- Chad Kroeger – śpiew, gitara rytmiczna
- Ryan Peake – gitara rytmiczna, wokal wspierający
- Mike Kroeger – gitara basowa
- Daniel Adair – perkusja, wokal wspierający

Gościnnie
- Tim „Timmy” Dawson - gitara akustyczna - utwór „Someday”

Produkcja
- Nagrywany: 2006 roku w Sturgis, Dakota Południowa
- Wydany: 2 grudnia 2008 roku
- Produkcja: Jack Gulick, Daniel E. Catullo III oraz Nickelback
- Reżyseria: Daniel E. Catullo III
- Miks albumu: Randy Staub
- Dystrybucja: Coming Home Studios
- Język: Język angielski
- Aranżacja: Chad Kroeger, Ryan Peake, Mike Kroeger, Daniel Adair, Ryan Vikedal
- Teksty piosenek: Chad Kroeger, Ryan Peake, Mike Kroeger